# 19620 Auckland
19620 Auckland (1999 QG) là một tiểu hành tinh vành đai chính được phát hiện ngày 18 tháng 8 năm 1999 bởi Stardome Observatory ở Auckland, New Zealand.